# Herb gminy Dobryszyce
Herb gminy Dobryszyce – symbol gminy Dobryszyce, ustanowiony 31 maja 1998.

## Wygląd i symbolika
Herb przedstawia na tarczy w polu czerwonym wieżę blankowaną złotą, nakrytą stożkowym dachem, w bramie wieży takaż waga, nad bramą jedno okno. Herb nawiązuje wzniesionej w Dobryszycach średniowiecznej wieży, którą wymienia wzmianka z 1564. Waga to symbol odbywających się tutaj w XIV i XV wieku sądów ziemskich i grodzkich.